# Wyoming-klass
Wyoming-klassen var en klass slagskepp om 2 skepp, byggda för USA:s flotta. Wyoming och Arkansas beställdes i början av 1909 och byggdes mellan 1910 och 1912. Dessa var den amerikanska flottans fjärde Dreadnought-design, men bara en smärre förbättring jämfört med föregående Florida-klass och de sista slagskeppen inom USA:s flotta som använde 12-tums kanoner som primär beväpning. De huvudsakliga förändringarna var ett sjätte dubbelkanontorn och förbättrad bepansring, inklusive användningen av ett torpedskott, vilket var första gången det användes på ett amerikanskt slagskepp. Flottan övervägde att använda den mer kraftfulla 14-tums (356 mm) kanonen, men det skulle har orsakat förseningar och krävde större fartyg.

## Fartyg i klassen

### USS Wyoming (BB-32)
Kölsträckt 1910, sjösatt 1911, i tjänst 1912, tagen ur tjänst 1947, struken ur registret 1947. Öde: såld som skrot 1947

### USS Arkansas (BB-33)
Kölsträckt 1910, sjösatt 1911, i tjänst 1912, tagen ur tjänst 1946, struken ur registret 1946. Öde: Sänkt som mål under Operation Crossroads 1946